# П'єр Кошон
П'єр Кошо́н (фр. Pierre Cauchon; 1371, Реймс — 18 грудня 1442, Руан) — єпископ Бове в 1420—1432 роках, єпископ Лізьє з 1432 року, магістр мистецтв, ліцензіат канонічного права, довірена особа і виконавець особливих доручень бургундського герцога Філіпа Доброго, організатор и голова руанського інквізиційного процесу над Жанною д'Арк.
«Високий і похмурий клірик», як характеризує Кошона у своїй «Хроніці» Жорж Шателен, викликав у сучасників і нащадків полярні почуття — від захоплення «чоловіком найбільшим і виконаним чесноти» у історика Паризького університету Дюбуле до ненависті, з якою від Кошона відреклися нащадки, проклявши його ім'я.

## Ранні роки

### Походження
Жан Жювеналь дез Юрсен, змінив Кошона на посаді єпископа Бовезького, у своїй «Хроніці» називає його сином винороба. Існували припущення про нормандське походження його сім'ї; деякі середньовічні історіографи навіть припускали, що Кошон «англієць, бо він багато зробив для цієї країни». За іншими відомостями, Кошон належав до старого дворянства, а його предки, якимось чином пов'язані з тамплієрами, після розгрому ордена вважали за краще перебратися в Реймс.
Сучасні дослідники зуміли простежити історію роду Кошон починаючи з XII століття. Ця сім'я не відрізнялася знатністю, проте була однією з найстаріших і найшанованіших в Реймсі. Предки єпископа були заможні, займалися торгівлею і ювелірною справою. Батьком майбутнього єпископа зазвичай вважається представник молодшої гілки Кошонів — Ремі, який був ліцензіатом цивільного права, кілька разів обирався міським ешевеном. Матір'ю П'єра Кошона традиційно вважається Роз Гібур, про яку відомо мало. Кошони отримали дворянське звання у 1393 році, про що в міських книгах Реймса було зроблено відповідний запис. Крім П'єра, в родині Кошона-старшого були син Жан, також обрав церковну кар'єру (в 1413 році він отримав сан каноніка Реймського, в 1421 році — каноніка бовезького, але назавжди залишився в тіні брата), і дочка Жанна, що стала дружиною якогось Н. Бідо, багатого і шанованого городянина. Відомо також, що майбутній єпископ досить рано залишився без батька: в 1400 році мати Кошона іменується в міських книгах «вдовою, яка пережила чоловіка». Франсуа Неве, однак, ставить під сумнів традиційну генеалогію, стверджуючи, що Ремі Кошон у 1371 році «був занадто юний, щоб мати дітей», а П'єр Кошон, його брат і сестра походять від якоїсь третьої, донині невідомої гілки великого сімейства. Остаточної відповіді на питання про походження П'єра Кошона немає — і, мабуть, вона ніколи не буде отримана.